# Рембецкий, Матеуш
Матеуш Рембецкий (англ. Mateusz
Rębecki; род. 3 ноября 1992 год, Грыфице, Польша) — польский боец смешанного стиля, выступающий под эгидой UFC в лёгкой весовой категории. Также чемпион Польши по Борьбе и Джиу-Джитсу.
Бывший чемпион FEN в лёгком весе.

## Карьера в MMA

### Ранняя карьера
Он дебютировал в своем родном городе 5 апреля 2014 года на Fight Night Gryf Arena 1, в ходе которого победил Павла Зегара сабмишеном на 49-й секунде первого раунда. Через два месяца на Arena Berserkerów 6 в Полице, он провел свой второй профессиональный бой, в котором победил болевым приемом Сеамана Тирлу.
На MMA Koszalin: Polska vs. Ukraina, который состоялся 9 августа 2014 года, он встретился с украинцем Олегом Обревко. Он снова выиграл болевым приемом (скрутка пятки).
Свое первое первое поражение он потерпел 20 сентября 2014 года на турнире GA: Fight Night 2 , проиграв нокаутом во втором раунде непобежденному на тот момент Павлу Келеку.

#### Fight Exclusive Night (FEN)
В 2015 году Матеуш подписал долгосрочный контракт с ведущей польской организацией Fight Exclusive Night (FEN). Он дебютировал 31 июля 2015 года на FEN 8: Summer Edition в бою с Яцеком Крефтом. Рембецкий победил Армбаром в первом раунде. Он также получил бонус «Болевой прием вечера».
После длительного перерыва он вернулся в бои 14 января 2017 года на FEN 15: Final Strike в Любине, где одержал победу единогласным решением судей.
12 августа 2017 года на FEN 18: Summer Edition он победил украинца Дмитрия Голбаева Армбаром.
10 марта 2018 года на FEN 20: Next Level после победы над опытным Марианом Зилковски, Матуеш завоевал чемпионский пояс Fight Exclusive Night в лёгкой категории и также получил бонус «Нокаут вечера».
Свою первую защиту титула Матеуш провел 20 октября 2018 года на FEN 22: Poznań Fight Night. Рембецкий победил в третьем раунде техническим нокаутом. После боя оба бойца получи бонус «Лучший бой вечера».
12 января 2019 года на FEN 23 в своей второй защите титула он встретился с с французом Дагиром Имавовыи. Бой закончился после первого раунда, в котором Имавов сломал ребро, после чего Матеушу был засчитан технический нокаут.
Следующий его бой состоялся за пределами организации Fight Exclusive Night. 28 июля 2019 года в Макао, Китай на Battlefield FC 2 он победил техническим нокаутом бразильца Кайка Брито.
18 января 2020 года на FEN 27 в Щецине он во втором раунде техническим нокаутом победил россиянина Магомеда Магомедова.
13 июня 2020 года FEN 28: Lotos Fight Night он победил техническим нокаутом бразильца Фабиано Сильву.
20 февраля 2021 года на турнире FEN 32: Lotos Fight Night Warszawa он победил аргентинца Хосе Барриоса Варгаса нокаутом в первом раунде и в пятый раз защитил свой чемпионский титул в легком весе. Также Рембецкий получил второй бонус «Нокаут вечера».
На FEN 36 Рембецкий провел шестую защиту титула. Рембецки победил бразильца Фелипе Майю техническим нокаутом за 16 секунд.
На FEN 37: Energa Fight Night Wrocław, который состоялся 27 ноября 2021 года, он в седьмой раз защитил титул победив Аркадия Осипяна единогласным решением.

#### Dana White's Contender Series
29 апреля 2022 года в СМИ было объявлено, что Рембецкий примет участие в одном из предстоящих выпусков программы Dana White's Contender Series. 30 августа 2022 года на Dana White's Contender Series 2022: Week 6 Рембецкий встретился с бразильцем Родриго Лидио. Изначально бой планировался на Dana White’s Contender Series 2022: Week 3 , 9 августа. В новую дату боя Рембецкий победил Лидио сабмишеном в первом раунде, благодаря чему получил контракт с UFC. После этого боя Дана Уайт, был в восторге от выступления Рембецкого и дал ему прозвище «Ребеасти».

#### Ultimate Fighting Championship
В ноябре 2022 года менеджер Рембецкого – Лукаш Орзел объявил, что его боец дебютирует 14 января 2023 года на турнире UFC Fight Night: Gastelum vs. Имавов. Первоначально соперником Рембецкого должен был стать венесуэльец Омар Моралес, но в декабре, как сообщила группа First Round MGMT, ему пришлось отказаться от этого боя. В конечном итоге новым противником Рембецкого стал непобедимый американец Ник Фиоре. Рембецкий успешно дебютировал в UFC победив единогласным решением.
24 июня 2023 года на турнире UFC on ABC: Эмметт vs. Топурия он встретился с Лоиком Раджабовым. Во время взвешивания соперник Рембецкого не смог сделать вес, и в результате 20% его зарплаты досталось Ренбецкому. Рембецкий нокаутировал Раджабова левым хуком во втором раунде.
11 ноября 2023 года на гала-концерте UFC 295 в Мэдисон-Сквер-Гарден в Нью-Йорке он встретился с участником The Ultimate Fighter 31 Рузвельтом Робертсом. Рембецкий победил Армбаром в первом раунде.
Первоначальным соперником Рембецкого должен был стать представитель Таджикистана Нурулло Алиев, однако он получил травму левой ноги, что исключает его из поединка.
Ожидалось, Рембецкий проведет свой четвертый бой в американской организации на турнире UFC Fight Night 243, который проходил 27 апреля 2024 года, его соперником должен был стать испанец Йоэль Альварес, но он снялся с поединка за несколько дней до турнира. В итоге бой Рембецкого состоялся на UFC on ESPN: Льюис vs. Насименту который состоялся состоялся 11 мая в Сент-Луисе. Его соперником стал представитель Бразилии Карлос Диего Феррейра. Неожиданно, несмотря на свою позицию самого большого фаворита, он потерпел поражение в
карьере, проиграв техническим нокаутом в третьем раунде. Для Рембецкого это было первое поражение за 10 лет.
На UFC 308, который прошел 26 октября 2024 года в Абу-Даби, он встретился с представителем Кыргызстана Мыктыбеком Оролбаем. Рембецкий выиграл бой раздельным решением. Также оба бойца получи бонус «Лучший бой вечера».

## Титулы и Достижения
Ultimate Fighting Championship
- Обладатель премии «Лучший бой вечера» (один раз) против Мыктыбека Оролбая

Fight Exclusive Night (FEN)
- Чемпион в лёгком весе (один раз; бывший)
  - 7 успешных защит титула
- Обладатель премии «Лучший бой вечера» (один раз) против Лукаш Коперы
- Обладатель премии «Нокаут вечера» (два раза) против Мариана Зилковски и Хосе Варриоса Варгаса
- Обладатель премии «Болевой приём вечера» (один раз) против Яцек Крефта

Submission fighting
- 2014: Эксклюзивный турнир Rangarok 3 NO-GI (до 84 кг) – Серебро🥈
- 2014: 10-й чемпионат Польши ADCC PRO (до 76 кг) – Бронза🥉
- 2015: 11-й чемпионат Польши ADCC PRO (до 76 кг) – Золото🥇

Brazilian Jiu-jitsu
- 2015: 11-й чемпионат Польши по BJJ (до 82,3 кг) - Бронза🥉
- 2016: XII чемпионат Польши по BJJ Ne-Waza (до 76 кг) – Бронза🥉
- 2016: Чемпионат Европы (до 77 кг) – Бронза🥉
- 2016: Paris Open Senior Ne-Waza (до 77 кг) – Серебро🥈
- 2016: Открытый чемпионат Германии по BJJ Ne-Waza (до 77 кг) – Серебро🥈
- 2017: XIII чемпионат Польши по BJJ (до 76 кг) – Золото🏅
- 2017: Чемпионат Европы по BJJ Ne-Waza (до 77 кг) – Бронза🥉
- 2017: Чемпионат Польши по BJJ Ne-Waza (до 77 кг) – Бронза🥉
- 2019: 15-й чемпионат Польши по BJJ (до 82,3 кг) – Бронза🥉

## Статистика в MMA
| Боёв 23  | Побед 20 | Поражений 3 |
| -------- | -------- | ----------- |
| Нокаутом | 9        | 2           |
| Сдачей   | 7        | 0           |
| Решением | 4        | 1           |

| Результат | Рекорд | Соперник            | Способ                 | Турнир                                     | Дата            | Раунд | Время | Место                     | Примечание                                                            |
| --------- | ------ | ------------------- | ---------------------- | ------------------------------------------ | --------------- | ----- | ----- | ------------------------- | --------------------------------------------------------------------- |
| Поражение | 20-3   | Крис Данкан         | Единогласное решение   | UFC on ESPN: Таира vs. Парк                | 2 августа 2025  | 3     | 5:00  | Лас-Вегас, Невада, США    | «Лучший бой вечера» (2)                                               |
| Победа    | 20-2   | Мыктыбек Оролбай    | Раздельное решение     | UFC 308                                    | 26 октября 2024 | 3     | 5:00  | Абу-Даби, ОАЭ             | Мактыбек не сделал вес (72,5 кг); «Лучший бой вечера» (1)             |
| Поражение | 19-2   | Диегу Феррейра      | TKO (удары)            | UFC on ESPN: Льюис vs. Насименту           | 11 мая 2024     | 3     | 4:51  | Сент-Луис, Миссури, США   |                                                                       |
| Победа    | 19-1   | Рузвельт Робертс    | Сдача (рычаг локтя)    | UFC 295                                    | 11 ноября 2023  | 1     | 3:08  | Нью-Йорк, США             |                                                                       |
| Победа    | 18-1   | Лоик Раджабов       | TKO (удар)             | UFC on ABC: Эмметт vs. Топурия             | 24 июня 2023    | 2     | 2:36  | Джексонвиль, Флорида, США | Лоик не сделал вес (71,3 кг                                           |
| Победа    | 17-1   | Ник Фиори           | Единогласное решение   | UFC Fight Night: Стрикленд vs. Имавов      | 14 января 2023  | 3     | 5:00  | Лас-Вегас, Флорида, США   | Дебют в UFC                                                           |
| Победа    | 16-1   | Родриго Лидио       | Сдача (удушение сзади) | Dana White’s Contender Series 2022: Week 6 | 30 августа 2022 | 1     | 3:05  | Лас-Вегас, Невада, США    |                                                                       |
| Победа    | 15-1   | Аркадий Осипян      | Единогласное решение   | FEN 37                                     | 27 ноября 2021  | 5     | 5:00  | Вроцлав, Польша           | Защитил (7) титул чемпиона FEN в легком весе                          |
| Победа    | 14-1   | Фелипе Майя         | TKO (удары)            | FEN 36                                     | 16 октября 2021 | 1     | 0:16  | Щецин, Польша             | Защитил (6) титул чемпиона FEN в лёгком весе                          |
| Победа    | 13-1   | Хосе Варриос Варгас | KO (удар)              | FEN 32                                     | 20 февраля 2021 | 1     | 0:48  | Варшава, Польша           | Защитил (5) титул чемпиона FEN в лёгком весе; «Нокаут вечера» (2)     |
| Победа    | 12-1   | Фабио Сильва        | TKO (удары)            | FEN 28                                     | 13 июня 2020    | 1     | 4:36  | Отвоцк, Польша            | Защитил (4) титул чемпиона FEN в лёгком весе                          |
| Победа    | 11-1   | Магомед Магомедов   | TKO (удары)            | FEN 27: Rębecki vs. Magomedov              | 18 января 2020  | 2     | 4:29  | Щецин, Польша             | Защитил (3) титул чемпиона FEN в лёгком весе                          |
| Победа    | 10-1   | Кайк Брито          | TKO (удары)            | Battlefield FC 2                           | 27 июля 2019    | 3     | 4:30  | Макао, Китай              |                                                                       |
| Победа    | 9-1    | Дагир Имавов        | TKO (остановка углом)  | FEN 23: Rebecki vs. Imavov                 | 12 января 2019  | 1     | 5:00  | Любин, Польша             | Защитил (2) титул чемпиона FEN в лёгком весе                          |
| Победа    | 8-1    | Лукаш Копера        | TKO (удары)            | FEN 22                                     | 20 октября 2018 | 3     | 0:52  | Познань, Польша           | Защитил (1) титул чемпиона FEN в лёгком весе; «Лучший бой вечера» (1) |
| Победа    | 7-1    | Мариан Зилковски    | TKO (удары)            | FEN 20                                     | 10 марта 2018   | 4     | 3:49  | Варшава, Польша           | Завоевал титул чемпиона FEN в лёгком весе; «Нокаут вечера» (1)        |
| Победа    | 6-1    | Дмитрий Голбаев     | Сдача (армбар)         | FEN 18                                     | 12 августа 2017 | 3     | 4:59  | Кошалин, Польша           |                                                                       |
| Победа    | 5-1    | Адам Головкевич     | Единогласное решение   | FEN 15                                     | 14 января 2017  | 3     | 5:00  | Любин, Польша             |                                                                       |
| Победа    | 4-1    | Яцек Крефт          | Сдача (армбар)         | FEN 8                                      | 31 июля 2015    | 1     | 4:12  | Колобжег, Польша          | «Болевой прием вечера» (1)                                            |
| Поражение | 3-1    | Павел Келек         | KO (удары)             | GA: Fight Night 2                          | 9 августа 2014  | 2     | 1:30  | Грыфице, Польша           |                                                                       |
| Победа    | 3-0    | Олег Обревко        | Сдача (залом пятки)    | MMA Koszalin: Polska vs. Ukraina           | 9 августа 2014  | 1     | 1:45  | Кошалин, Польша           |                                                                       |
| Победа    | 2-0    | Сиамион Тирла       | Сдача (залом пятки)    | Arena Berserkerów 6: Exped Cup             | 7 июня 2014     | 1     | 2:34  | Полице, Польша            |                                                                       |
| Победа    | 1-0    | Павел Зегар         | Сдача (залом пятки)    | Fight Night Gryf Arena 1                   | 5 апреля 2014   | 1     | 0:49  | Грыфице, Польша           |                                                                       |